# Aloxe-Corton
Pour l’article homonyme, voir Aloxe-corton (AOC).
Aloxe-Corton (/alɔs.kɔʁtɔ̃/) est une commune française située dans le département de la Côte-d'Or, en région Bourgogne-Franche-Comté.

## Géographie

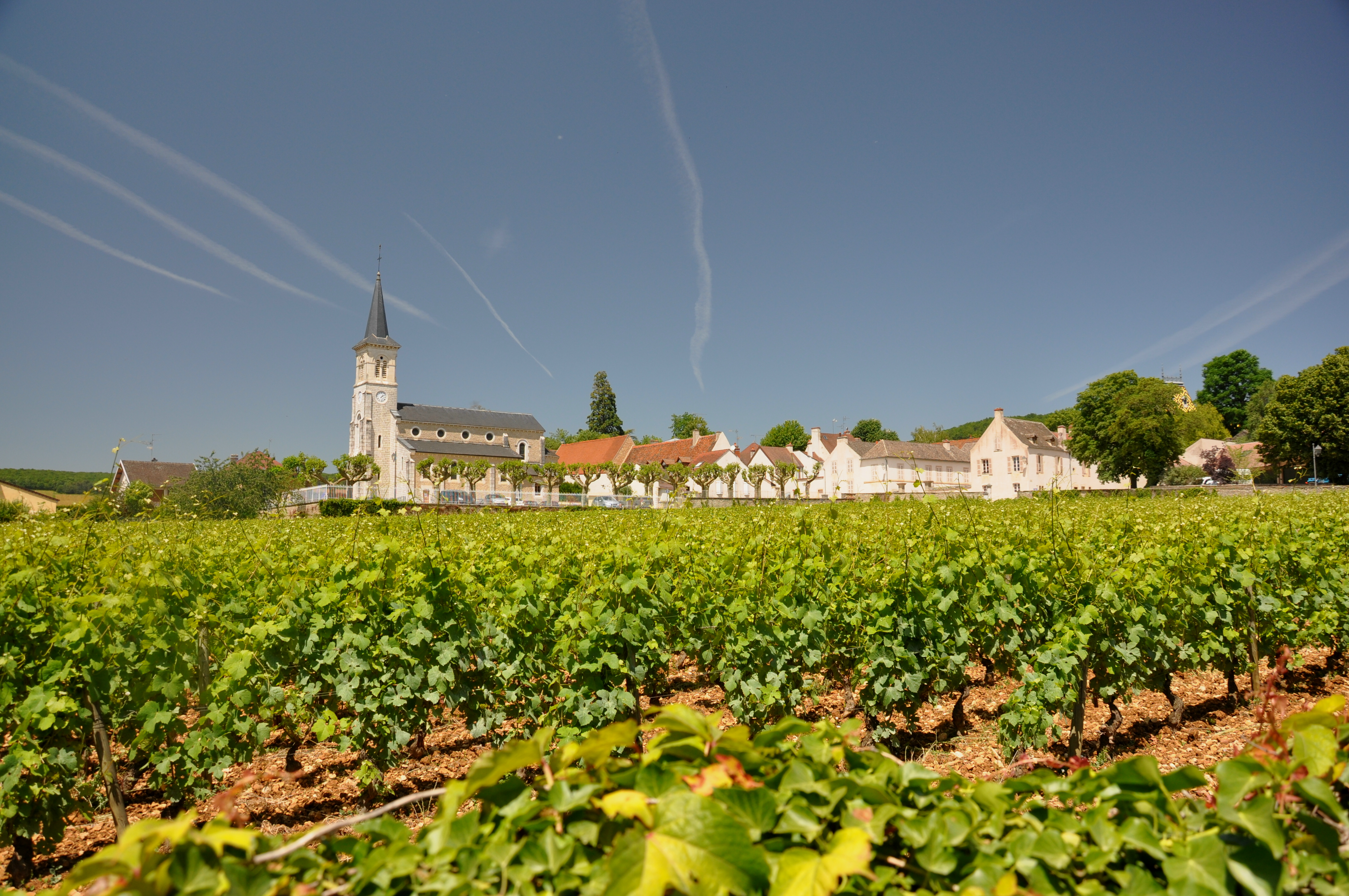
Le village entre vignes.

### Climat
Pour des articles plus généraux, voir Climat de la Bourgogne-Franche-Comté et Climat de la Côte-d'Or.
En 2010, le climat de la commune est de type climat océanique dégradé des plaines du Centre et du Nord, selon une étude du Centre national de la recherche scientifique s'appuyant sur une série de données couvrant la période 1971-2000. En 2020, Météo-France publie une typologie des climats de la France métropolitaine dans laquelle la commune est exposée à un climat océanique altéré et est dans la région climatique Bourgogne, vallée de la Saône, caractérisée par un bon ensoleillement (1 900 h/an), un été chaud (18,5 °C), un air sec au printemps et en été et des vents faibles.
Pour la période 1971-2000, la température annuelle moyenne est de 11 °C, avec une amplitude thermique annuelle de 17,5 °C. Le cumul annuel moyen de précipitations est de 816 mm, avec 11,3 jours de précipitations en janvier et 7,3 jours en juillet. Pour la période 1991-2020, la température moyenne annuelle observée sur la station météorologique de Météo-France la plus proche, « Savigny Les Bea », sur la commune de Savigny-lès-Beaune à 3 km à vol d'oiseau, est de 11,9 °C et le cumul annuel moyen de précipitations est de 752,9 mm,. Pour l'avenir, les paramètres climatiques de la commune estimés pour 2050 selon différents scénarios d'émission de gaz à effet de serre sont consultables sur un site dédié publié par Météo-France en novembre 2022.

## Urbanisme

### Typologie
Au 1er janvier 2024, Aloxe-Corton est catégorisée commune rurale à habitat dispersé, selon la nouvelle grille communale de densité à 7 niveaux définie par l'Insee en 2022.
Elle est située hors unité urbaine. Par ailleurs la commune fait partie de l'aire d'attraction de Beaune, dont elle est une commune de la couronne,. Cette aire, qui regroupe 64 communes, est catégorisée dans les aires de 50 000 à moins de 200 000 habitants,.

### Occupation des sols
L'occupation des sols de la commune, telle qu'elle ressort de la base de données européenne d’occupation biophysique des sols Corine Land Cover (CLC), est marquée par l'importance des territoires agricoles (89,3 % en 2018), en augmentation par rapport à 1990 (88,1 %). La répartition détaillée en 2018 est la suivante : cultures permanentes (89,1 %), zones urbanisées (9,9 %), zones industrielles ou commerciales et réseaux de communication (0,7 %), terres arables (0,1 %), forêts (0,1 %). L'évolution de l’occupation des sols de la commune et de ses infrastructures peut être observée sur les différentes représentations cartographiques du territoire : la carte de Cassini (XVIIIe siècle), la carte d'état-major (1820-1866) et les cartes ou photos aériennes de l'IGN pour la période actuelle (1950 à aujourd'hui).

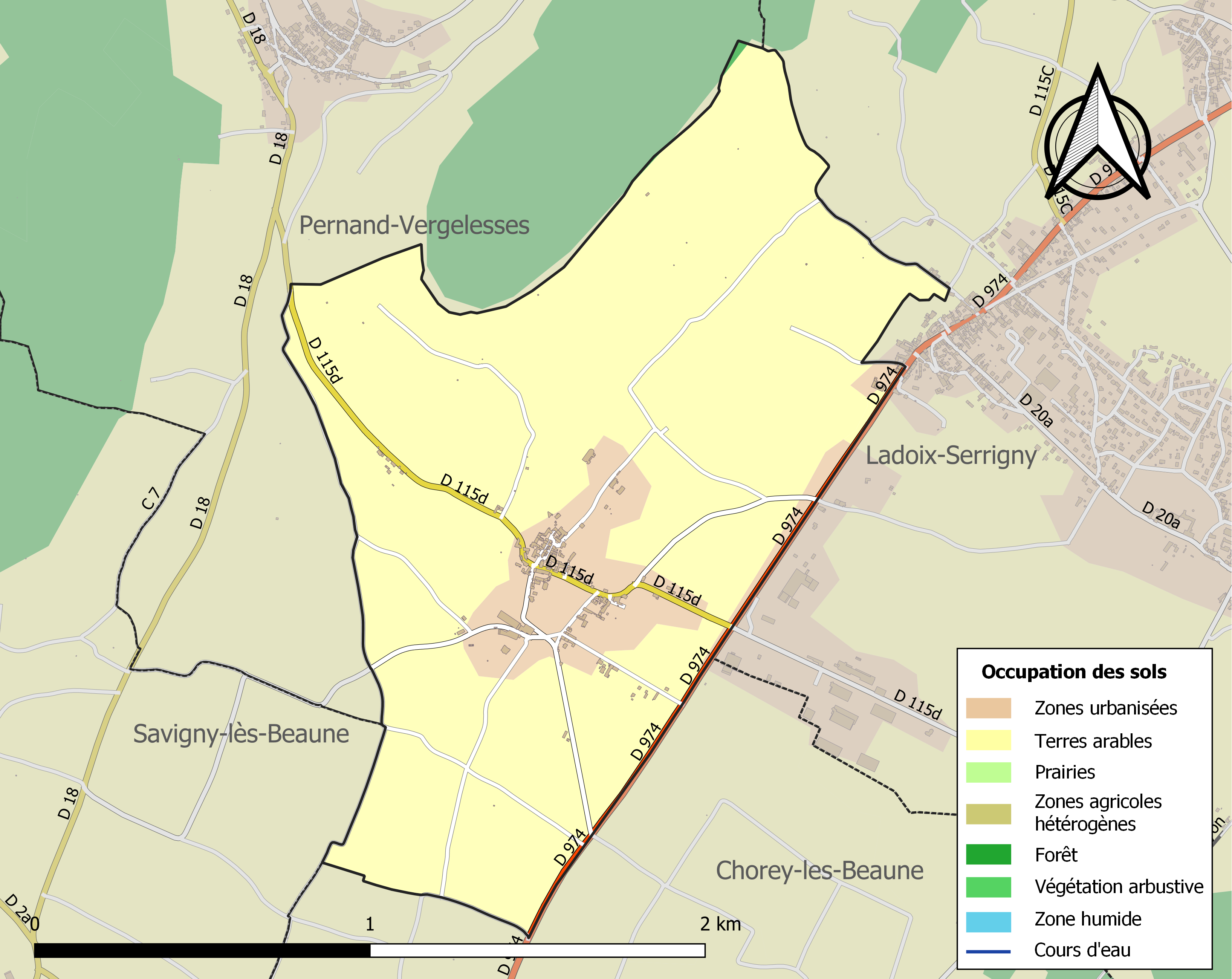
Carte des infrastructures et de l'occupation des sols de la commune en 2018 (CLC).

## Toponymie

### Aloxe
Le nom de la localité est attesté sous les formes Alussa en 877 - 879, ou / et Alussia en 878 ; [In pago Belnensi, in villa que] Alossia [appellatur] en 1116 ; Aloxia en 1180 ; Alosa en 1191 ; Alosse en 1195 ; Alousse en 1246 ; Allosse en 1290 ; Alouxe en 1377 ; Alloux en 1382 ; Alouce en 1391 ; Allouxe en 1392 ; Alouse en 1395 (Cîteaux, H 424) ; Allousse en 1414 ; Alouze en 1430 ; Alloixe en 1436 ; Arloxe en 1518 ; Aloxe en 1569 ; Aloxes en 1657 ; Allouze en 1677.
D'un nom d'homme gaulois *Alussius, dérivé d’Alus ou bien Allucius + désinence adjectivale -a, d'où un hypothétique *Allucia (terra) au sens de « terre d’Allucius ».
Remarque : Selon les formes anciennes la prononciation [alɔx] est fautive, le x notant deux s comme dans Auxerre ou Bruxelles, on doit dire [alɔs]. Cette dernière alternait cependant avec la prononciation [z] comme dans dixième.

### Corton
Origine obscure, Albert Dauzat et Ernest Nègre n'ayant pas traité ce microtoponyme.
Le nom de Corton, un Grand Cru, fut apposé en 22 mars 1862 par décret impérial. Les historiens s'accordent à penser que ce nom viendrait de la contraction de cortis d'Othon ; curtis signifiant domaine, en langage franc et Othon du nom de l'empereur romain.
Le nom de la localité est attesté sous les formes [Vineae de] Cortun en 1212 ; [Vinea de] Corton en 1224 ; [Clausus de] Cortum au XIIIe siècle - XIVe siècle.

## Histoire

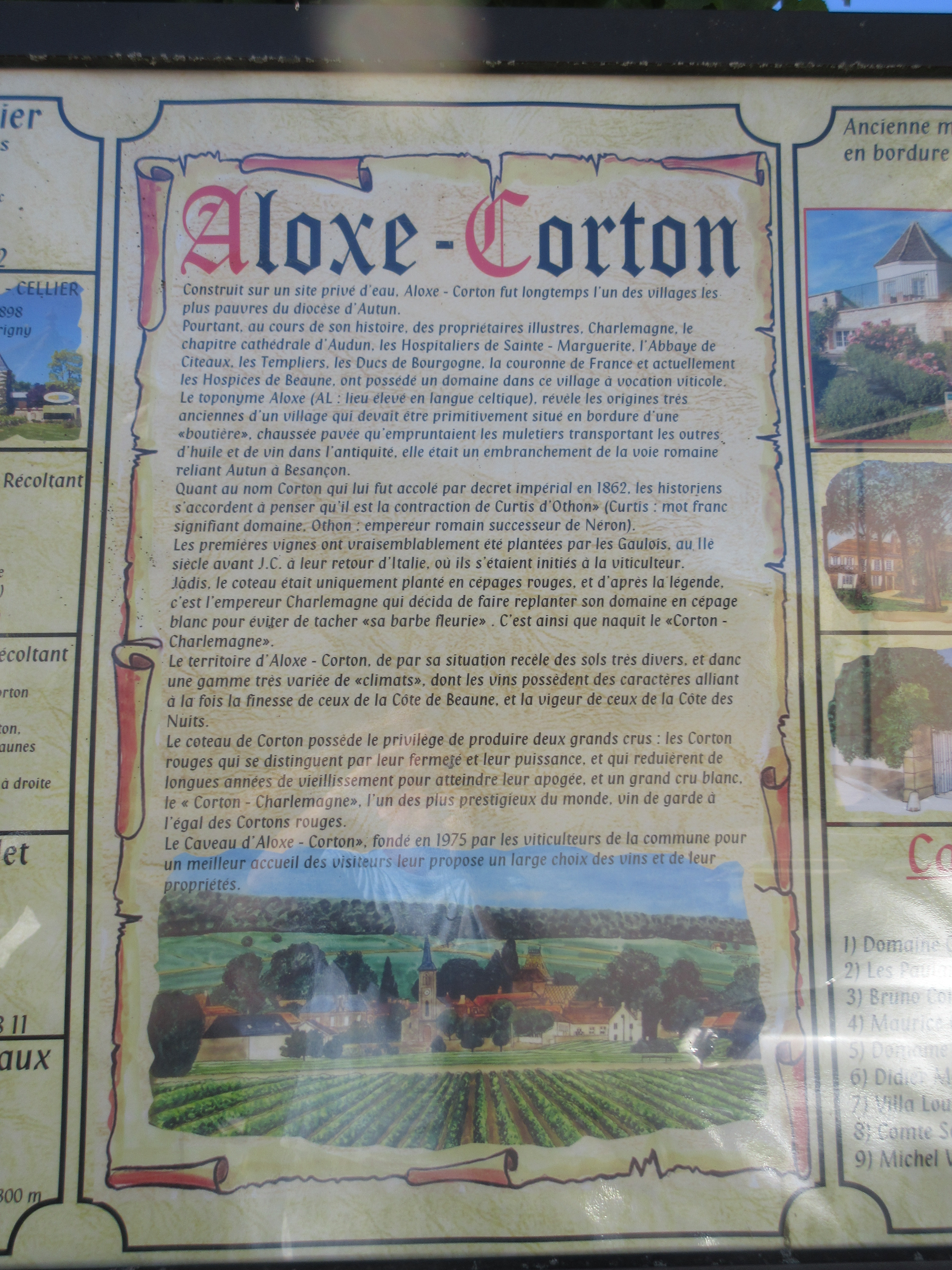
Origine et historique d'Aloxe-Corton.

Construit sur un site privé d'eau, Aloxe-Corton fut longtemps l'un des villages les plus pauvres du diocèse d'Autun.
En 775, l'empereur Charlemagne fit don d'une pièce de vigne d'environ 70 ouvrées lui appartenant qui était située sur le finage de « Curtis d'Othon » (Corton).
Les bénéficiaires étaient les chanoines de la collégiale Saint-Andoche de Saulieu.
Le lieu appartint ensuite au chapitre de la cathédrale d'Autun, aux hospitaliers de Sainte-Marguerite, à l'abbaye de Citeaux, aux templiers, aux ducs de Bourgogne, à la couronne de France et actuellement les Hospices de Beaune en possède un domaine.

## Politique et administration

### Liste des maires
| Période                                  | Période  | Identité        | Étiquette | Qualité |
| ---------------------------------------- | -------- | --------------- | --------- | ------- |
| Les données manquantes sont à compléter. |          |                 |           |         |
| mars 2001                                | En cours | Maurice Chapuis |           |         |

### Jumelages
Ürzig (Allemagne).

## Démographie
L'évolution du nombre d'habitants est connue à travers les recensements de la population effectués dans la commune depuis 1793. Pour les communes de moins de 10 000 habitants, une enquête de recensement portant sur toute la population est réalisée tous les cinq ans, les populations de référence des années intermédiaires étant quant à elles estimées par interpolation ou extrapolation. Pour la commune, le premier recensement exhaustif entrant dans le cadre du nouveau dispositif a été réalisé en 2004.

En 2022, la commune comptait 135 habitants, en évolution de +1,5 % par rapport à 2016 (Côte-d'Or : +0,82 %, France hors Mayotte : +2,11 %).
| 1793 | 1800 | 1806 | 1821 | 1831 | 1836 | 1841 | 1846 | 1851 |
| ---- | ---- | ---- | ---- | ---- | ---- | ---- | ---- | ---- |
| 200  | 214  | 235  | 236  | 264  | 251  | 234  | 230  | 214  |

| 1856 | 1861 | 1866 | 1872 | 1876 | 1881 | 1886 | 1891 | 1896 |
| ---- | ---- | ---- | ---- | ---- | ---- | ---- | ---- | ---- |
| 192  | 194  | 227  | 240  | 245  | 265  | 267  | 249  | 245  |

| 1901 | 1906 | 1911 | 1921 | 1926 | 1931 | 1936 | 1946 | 1954 |
| ---- | ---- | ---- | ---- | ---- | ---- | ---- | ---- | ---- |
| 236  | 224  | 224  | 233  | 238  | 223  | 239  | 233  | 263  |

| 1962 | 1968 | 1975 | 1982 | 1990 | 1999 | 2004 | 2006 | 2009 |
| ---- | ---- | ---- | ---- | ---- | ---- | ---- | ---- | ---- |
| 285  | 243  | 218  | 198  | 187  | 172  | 181  | 188  | 166  |

| 2014 | 2019 | 2022 | - | - | - | - | - | - |
| ---- | ---- | ---- | - | - | - | - | - | - |
| 135  | 136  | 135  | - | - | - | - | - | - |

## Économie

### Vignoble

#### Les domaines viticoles
- Domaine Maurice Chapuis
- Domaine Bruno Collin
- Domaine Franck Follin-Arbelet
- Domaine Comte Sénard
- Domaine Michel Voarick
- Domaine Didier Meuneveaux
- Domaine Pierre Bize
- Domaine Louise Perrin
- Domaine Latour
- Château Corton C.
- Domaine Jean
- Domaine Carlos

### Entreprises
- Maison Louis Latour
- Hôtel Villa Louise***
- Vinium Luxury Webdesign
- La Passerelle des Corton (chambres d'hôtes)

## Culture locale et patrimoine

### Lieux et monuments

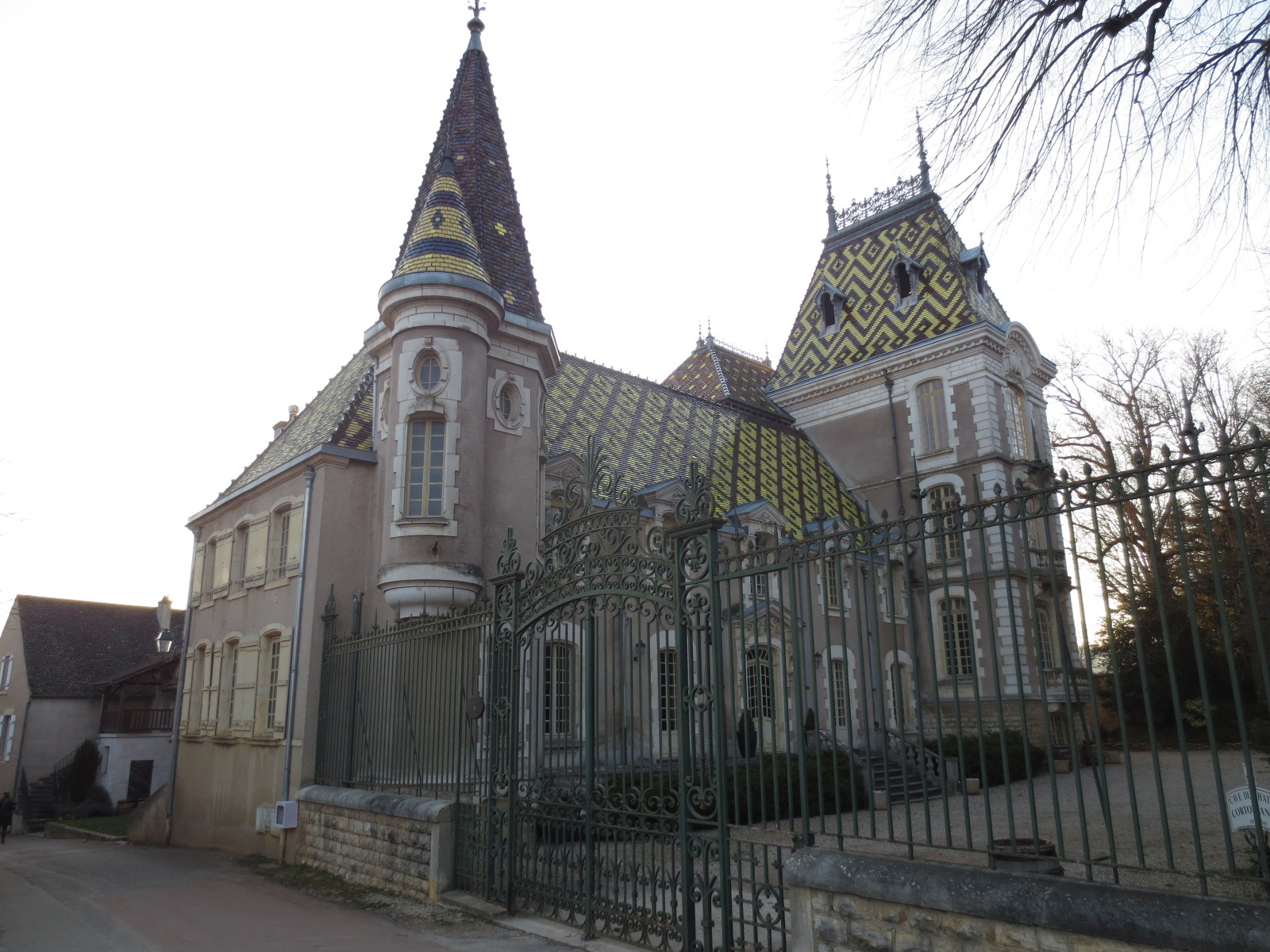
Château Corton C. du XIX.

Aloxe-Corton possède trois châteaux :
- château de Corton-Grancey construit à partir de 1749. Les caves et cuverie en 1834[21] ;
- château Corton C., fin XIXe siècle, a remplacé une belle maison du XVIIIe siècle.  Inscrit MH (2017)[22] ;
- château de Corton transformé entre 1885 et 1890 en lieu et place de très anciens bâtiments qui appartenaient à la famille Vergnette de la Motte, depuis plusieurs siècles. Et, encore avant, à l'abbaye de Cîteaux[23].

L'église Saint-Médard de 1890 par Pinchard, a remplacé une très ancienne chapelle qui se trouvait sur la place du Chapitre, depuis presque 1 000 ans.

### Personnalités liées à la commune
- Jules Senard (1800-1885), ministre de l'intérieur en 1848 et bâtonnier de Paris, achète et réhabilite ce qui deviendra la maison Comte Sénard.

### Héraldique
| Blason | Blasonnement : D'or à une aigle bicéphale couronnée de sable, à la champagne d'azur chargée d'une coupe d'argent bourguignonne à deux anses. |